# Lowell Csillagvizsgáló
A Lowell Csillagvizsgáló (vagy Lowell Obszervatórium) Flagstaffban (Arizona) található. Az Obszervatórium, amely egyike az egyik legrégebbi amerikai csillagvizsgálóknak, 1894-ben lett alapítva.
Az Obszervatóriumban található a 61 cm-es Alvan Clark távcső, melyet 1896-ban készítettek, akkori áron 20 000 dollárért.
Később lett üzembe állítva a 33 cm-es távcső, mellyel Clyde Tombaugh 1930-ban felfedezte a Plutót.
A Lowell Csillagvizsgálóban jelenleg négy távcső üzemel. A fentieken kívül még az alábbi kettő:
- Az 1,8 méteres Perkins Telescope (a Boston University-vel közösen működtetik).
- Az 1,1 méteres John S. Hall Telescope.

## Történelem

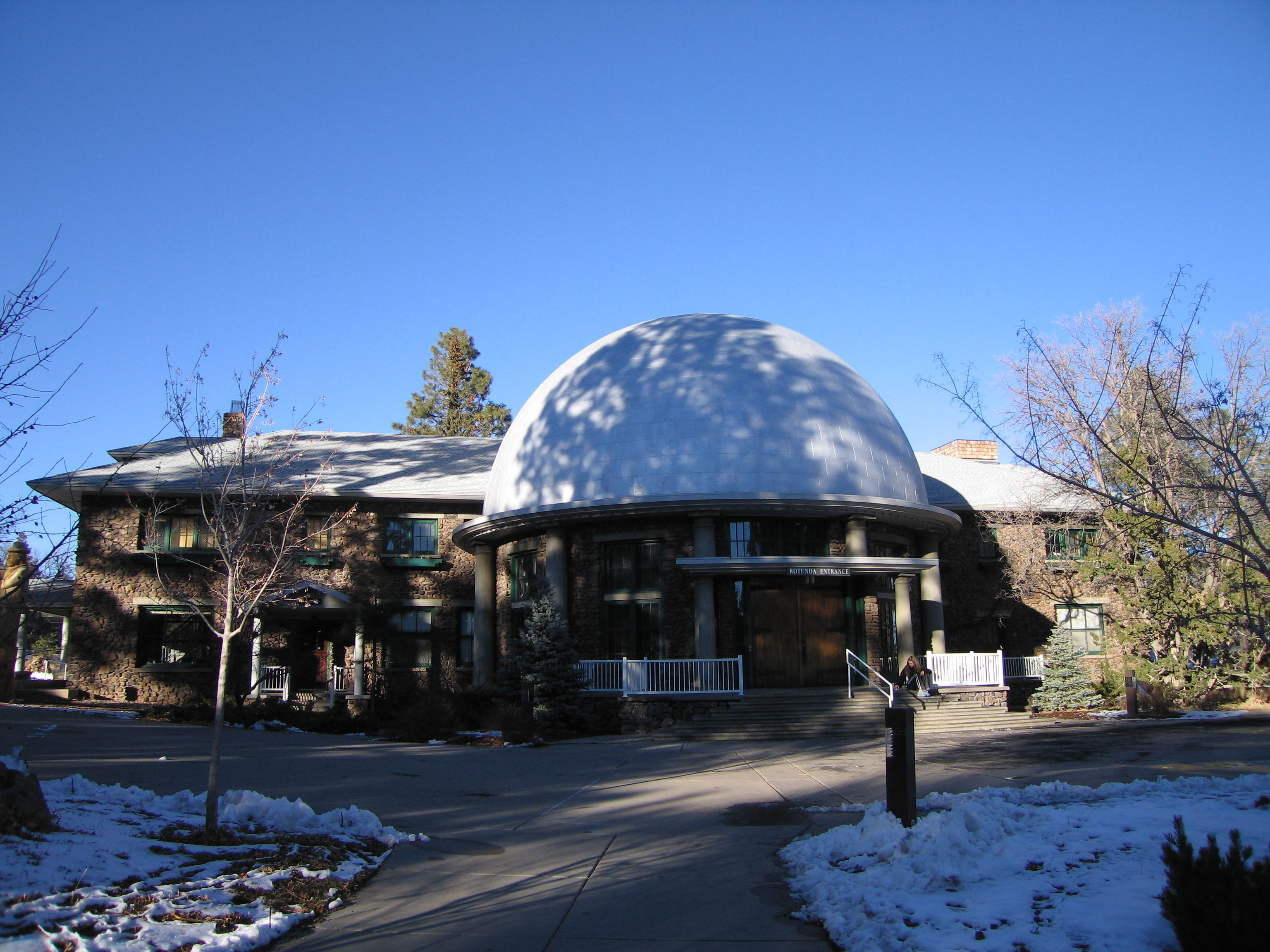
A Rotunda épület

A csillagvizsgáló eredeti célja naptevékenység változások megfigyelése volt.  
1952-ben Harold L. Johnson lett az igazgató, ekkor kezdték el vizsgálni az Uránuszról és a Neptunuszról visszaverődő napfényt.

## Discovery Channel Távcső
A Lowell Obszervatórium  és a Discovery Communications közös távcsőépítésbe kezdett Arizona északi részén. A távcső az ötödik legnagyobb lesz a kontinentális USA-ban. A távcsövet és megfigyeléseit a Discovery networks is használni fogja.

## Fontos felfedezések

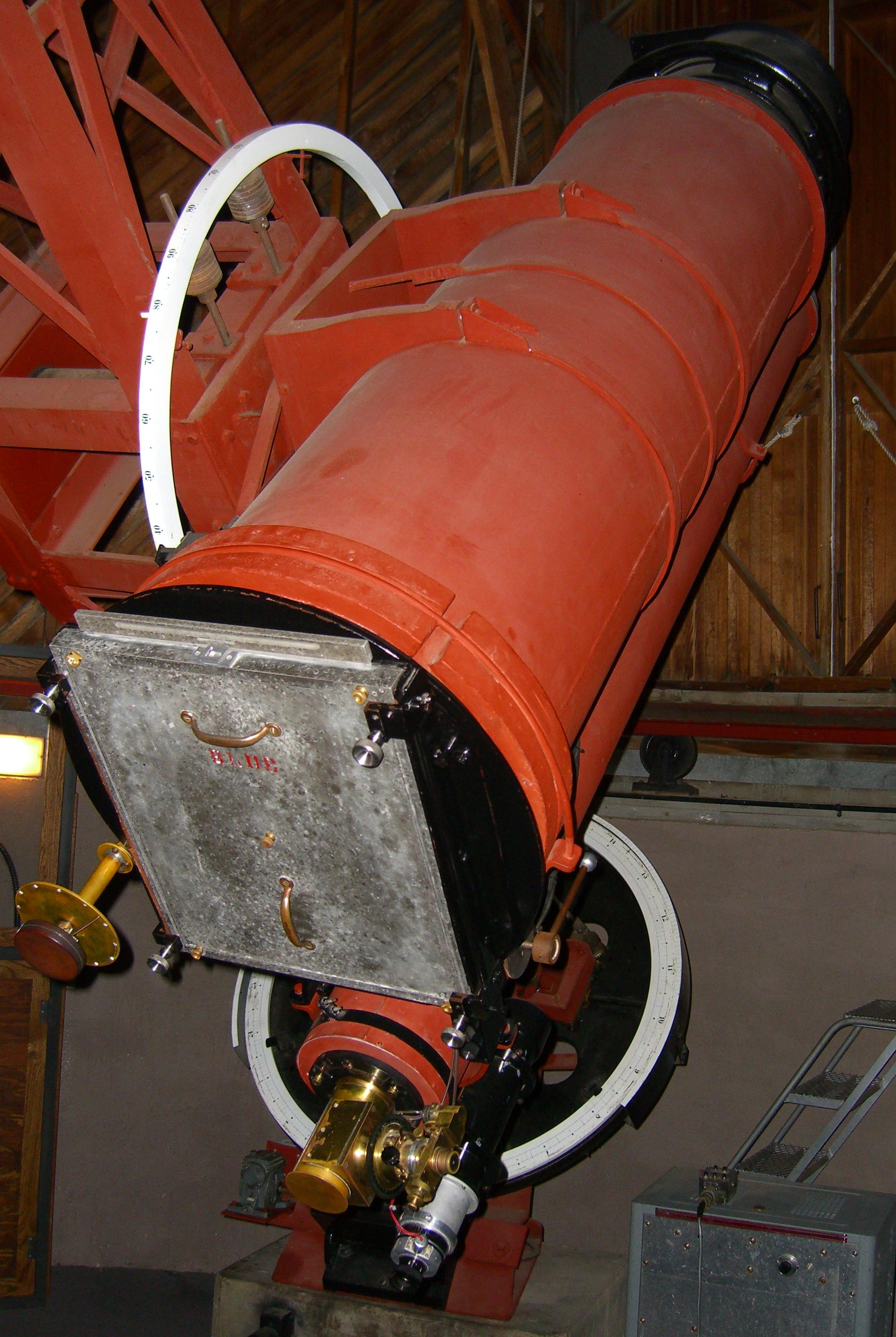
A Plutot felfedező 13 hüvelykes távcső

- A Naprendszer kilencedik bolygójának a Plutonak a felfedezése 1930-ban.
- Az Uránusz gyűrűjének a felfedezése 1977-ben.
- Periodikus változások felfedezése a  Halley üstökös aktivitásában (1986).[3]
- A Plútó légkörének a felfedezése.
- A Plútó, Nix és Hydra nevű holdjainak a pontos pályáinak a meghatározása.
- A Neptunuszhoz tartozó első trójai kisbolygó felfedezése.